# Ścieżka dźwiękowa Grand Theft Auto IV
Ścieżka dźwiękowa gry komputerowej Grand Theft Auto IV, występuje ona w postaci różnych stacji radiowych, które gracz może dowolnie odsłuchiwać podczas prowadzenia pojazdu.

## Stacje radiowe

### The Beat 102.7
DJ: DJ Mister Cee oraz The Evil Genius DJ Green Lantern

Gatunek: hip-hop, gangsta rap, East Coast hip-hop, R&B

Utwory:
- Styles P – „What's The Problem”
- Uncle Murda – „Anybody Can Get It”
- Qadir – „Nickname”
- Busta Rhymes – „Where's My Money”
- Maino – „Getaway Driver”
- Red Cafe – „Stick'm”
- Tru Life – „Wet 'Em Up”
- Johnny Polygon – „Price on Your Head”
- Swizz Beatz – „Top Down”
- Nas – „War is Necessary”
- Kanye West featuring: Dwele – „Flashing Lights”
- Joell Ortiz featuring: Jadakiss & Saigon – „Hip Hop (Remix)”
- Fat Joe featuring: Lil Wayne – „The Crackhouse”
- Mobb Deep – „Dirty New Yorker”
- Ghostface Killah featuring: Kid Capri – „We Celebrate”
- Styles P featuring: Sheek Louch & Jadakiss – „Blow Ya Mind (Remix)”
- Papoose – „Stylin'”

### The Classics 104.1
DJ: Mixed by DJ Premier

Gatunek: hip-hop, golden age hip hop

Utwory:
- Group Home – „Supa Star”
- Brand Nubian – „All for one”
- Special Ed – „I Got It Made”
- Jeru the Damaja – „D. Original”
- Marley Marl feat. Craig G – „Droppin' Science”
- MC Lyte – „Cha Cha Cha”
- Audio 2 – „Top Billin'”
- Stetsasonic – „Go Stetsa”
- T. La Rock & Jazzy Jay – „It's Yours”
- Gang Starr – „Who's Gonna Take the Weight”
- Main Source featuring Nas & Akinyele – „Live at the Barbecue”

### Electro-Choc
DJ: François K

Gatunek: electro house, post-punk

Utwory:
- Padded Cell – „Signal Failure”
- Black Devil Disco Club – „The Devil in Us (Dub)”
- One + One – „No Pressure (Deadmau5 Remix)”
- Alex Gopher – „Brain Leech (Bugged Mind remix)”
- K.I.M. – „B.T.T.T.T.R.Y. (Bag Raiders Remix)”
- Simian Mobile Disco – „Tits and Acid”
- Nitzer Ebb – „Let Your Body Learn”
- Kavinsky – „Testarossa (Sebastian Remix)”
- Chris Lake vs. Deadmau5 – „I Thought Inside Out (Original Mix)”
- Boys Noize – „& Down”
- Justice – „Waters of Nazareth”
- Killing Joke – „Turn to Red”
- Playgroup – „Make it Happen”
- Liquid Liquid – „Optimo"

### Fusion FM
DJ: Roy Ayers

Gatunek: jazz fusion, jazz-funk

Utwory:
- David McCallum – „The Edge”
- Roy Ayers – „Funk in the Hole”
- Gong – „Heavy Tune”
- David Axelrod – „Holy Thursday”
- Grover Washington Jr. – „Knucklehead”
- Aleksander Maliszewski – „Pokusa”
- Ryō Kawasaki – „Raisins”
- Marc Moulin – „Stomp”
- Billy Cobham – „Stratus”
- Tom Scott & The L.A. Express – „Sneakin’ in The Back”

### IF99 – International Funk
DJ: Femi Kuti

Gatunek: funk, afrobeat

Utwory:
- Lonnie Liston Smith – „A Chance for Peace”
- War – „Galaxy”
- The O’Jays – „Give The People What They Want”
- Gil Scott-Heron – „Home is Where The Hatred Is”
- The Meters – „Just Kissed My Baby”
- Mandrill – „Livin' It Up”
- Manu Dibango – „New Bell”
- Fela Kuti – „Sorrow, Tears & Blood”
- Femi Kuti – „Truth Don Die”
- Creative Source – „Who Is He And What Is He To You”
- Hummingbird – „You Can't Hide Love”
- Fela Kuti – „Zombie”

### JNR – Jazz Nation Radio 108.5
DJ: Roy Haynes

Gatunek: jazz

Utwory:
- Count Basie – „April in Paris”
- John Coltrane – „Giant Steps”
- Chet Baker – „Let's Get Lost”
- Art Blakey and The Jazz Messengers – „Moanin'”
- Miles Davis – „Move”
- Charlie Parker – „Night and Day”
- Roy Haynes – „Snap Crackle”
- Sonny Rollins – „St. Thomas”
- Duke Ellington – „Take the „A” Train”
- Dizzy Gillespie – „Whisper Not (Big Band)”

### The Journey
DJ: Komputer

Gatunek: ambient, chillout, minimal, new age

Utwory:
- Global Communication – „5:23”
- Terry Riley – „A Rainbow in Curved Air”
- Steve Roach – „Arrival”
- Michael Shrieve – „Communique 'Approach Spiral”
- Jean-Michel Jarre – „Oxygène, Pt 4”
- Philip Glass – „Pruit Igoe”
- Tangerine Dream – „Remote Viewing”
- Aphex Twin – „ZTWIG”
- Ray Lynch – „The Oh of Pleasure”

### K109 The Studio
DJ: Karl Lagerfeld

Gatunek: disco

Utwory:
- Peter Brown – „Burning Love Breakdown”
- Tamiko Jones – „Can't Live Without Your Love”
- Gino Soccio – „Dancer”
- Suzy Q – „Get On Up And Do It Again”
- Electrik Funk – „On A Journey”
- Don Ray – „Standing In The Rain”
- Cerrone – „Supernature”
- Rainbow Brown – „Till You Surrender”
- Harry Thumann – „Under Water”
- Skatt Brothers – „Walk The Night”

### L.C.H.C – Liberty City Hardcore
DJ: Jimmy Gestapo

Gatunek: hardcore punk, crossover thrash

Utwory:
- Murphy’s Law – „A Day in the Life”
- Maximum Penalty – „All Your Boyz”
- Underdog – „Back to Back”
- Leeway – „Enforcer”
- Sick of it All – „Injustice System”
- Cro-Mags – „It's The Limit”
- Sheer Terror – „Just Can't Hate Enough”
- Bad Brains – „Right Brigade”
- Killing Time – „Tell Tale”
- Agnostic Front – „Victim in Pain”

### Liberty Rock Radio 97.8
DJ: Iggy Pop

Gatunek: classic rock, pop-rock, rock alternatywny, metal

Utwory:
- The Smashing Pumpkins – „1979”
- Steve Marriott – „Cocaine”
- Godley & Creme – „Cry”
- The Sisters of Mercy – „Dominion/Mother Russia”
- Stevie Nicks – „Edge of Seventeen”
- Electric Light Orchestra – „Evil Woman”
- David Bowie – „Fascination”
- Q Lazzarus – „Goodbye Horses”
- Black Sabbath – „Heaven and Hell”
- Bob Seger & The Silver Bullet Band – „Her Strut”
- The Stooges – „I Wanna Be Your Dog”
- Thin Lizzy – „Jailbreak”
- Genesis – „Mama”
- Hello – „New York Groove”
- Queen – „One Vision”
- The Black Crowes – „Remedy”
- Joe Walsh – „Rocky Mountain Way”
- The Who – „The Seeker”
- Elton John – „Street Kids”
- Heart – „Straight On”
- ZZ Top – „Thug”
- R.E.M. – „Turn You Inside Out”

### Massive B Soundsystem 96.9
DJ: Bobby Konders

Gatunek: dancehall

Utwory:
- Burro Banton – „Badder Den Dem”
- Choppa Chop – „Set It Off”
- Mavado – „Real Mckoy”
- Jabba – „Raise It Up”
- Bunji Garlin – „Brrrt”
- Richie Spice – „Youth Dem Cold”
- Chuck Fenda – „All About Da Weed”
- Chezidek – „Call Pon Dem”
- Mavado – „Last Night”
- Spragga Benz – „Da Order”
- Bounty Killer – „Bullet Proof Skin”
- Shaggy – „Church Heathen”
- Munga – „No Fraid A”
- Buju Banton – „Driver”

### Radio Broker
DJ: Juliette Lewis

Gatunek: rock alternatywny, indie rock, dance-punk

Utwory:
- The Boggs – „Arm in Arm (Shy Child Mix)”
- Cheeseburger – „Cocaine”
- Get Shakes – „Disneyland, Pt 1”
- LCD Soundsystem – „Get Innocuous!”
- The Prairie Cartel – „Homicide”
- Juliette and the Licks – „Inside the Cage (David Gilmour Girls remix)”
- Unkle featuring: The Duke Spirit – „Mayday”
- The Rapture – „No Sex For Ben”
- Tom Vek – „One Horse Race”
- Teenager – „Pony”
- Les Savy Fav – „Raging in the Plague Age”
- White Light Parade – „Riot in the City”
- Deluka – „Sleep is Impossible”
- The Black Keys – „Strange Times”
- The Pistolas – „Take it With a Kiss”
- Ralph Myerz – „The Teacher”
- Greenskeepers – „Vagabond”
- Whitey – „Wrap it Up”
- !!! – „Yadnus (Still Going to the Roadhouse mix)”

### San Juan Sounds
DJ: Daddy Yankee

Gatunek: muzyka latynoamerykańska, reggaeton

Utwory:
- Calle 13 – „Atrévete-te-te”
- Daddy Yankee – „Impacto”
- Hector El Father – „Maldades”
- Voltio feat. Jowell y Randy – „Pónmela”
- Don Omar – „Salio El Sol”
- Wisin & Yandel – „Sexy Movimiento”
- Tito el Bambino feat. Jowell, Randy & De La Ghetto – „Siente El Boom (Remix)”
- Angel y Khriz – „Ven Bailalo”

### Tuff Gong Radio
DJ: Carl Bradshaw

Gatunek: reggae, dub

Utwory:
- Stephen Marley – „Chase Dem”
- Bob Marley and the Wailers – „Concrete Jungle (The Unreleased Original Jamaican Version)”
- Bob Marley and the Wailers – „Pimper's Paradise”
- Bob Marley and the Wailers – „Rat Race”
- Bob Marley and the Wailers – „Rebel Music (3 O’Clock Roadblock)”
- Bob Marley and the Wailers – „Satisfy My Soul”
- Bob Marley and the Wailers – „So Much Trouble in the World”
- Bob Marley and the Wailers feat. Damian Marley – „Stand Up Jamrock”
- Bob Marley and the Wailers – „Wake Up & Live (Parts 1 & 2)”

### The Vibe 98.8
DJ: Vaughn Harper

Gatunek: soul, R&B, funk

Utwory:
- Ne-Yo – „Because of You”
- R. Kelly – „Bump N' Grind”
- Mtume – „C.O.D. (I'll Deliver)”
- Alexander O’Neal – „Criticize”
- RAMP – „Daylight”
- The Isley Brothers – „Footsteps in the Dark”
- Jodeci – „Freek'n You”
- Lloyd – „Get It Shawty”
- Jill Scott – „Golden”
- Loose Ends – „Hangin' On A String”
- Freddie Jackson – „Have You Ever Loved Somebody”
- Dru Hill – „In My Bed (So So Def remix)”
- Marvin Gaye – „Inner City Blues (Make Me Wanna Holler)”
- Minnie Riperton – „Inside My Love”
- Barry White – „It’s Only Love Doing It's Thing”
- C.J. Hilton – „I Want You”
- The SOS Band – „Just Be Good To Me”
- Ginuwine – „Pony”
- Raheem DeVaughn – „You”

### Vladivostok FM
DJ: Ruslana

Gatunek: muzyka wschodnioeuropejska, pop wschodnioeuropejski, rock rosyjski, hip-hop rosyjski

Utwory:
- Gruppa Kino – „Gruppa Krovi”
- Marakesh – „Zhdat”
- Zwieri – „Kvartira”
- Seryoga – „King Ring”
- Seryoga – „Liberty City: The Invasion”
- Splean – „Liniya Zhizni”
- Basta – „Mama”
- Leningrad – „Nikogo ne Zhalko”
- Ranetki – „O Tebe”
- Dolphin – „RAP”
- Gluk'Oza – „Schweine”
- Ruslana – „Wild Dances (Ukranian FM Version)”
- Oleg Kwasza – „Zelenoglazoe Taksi (Club Remix)”